# Myllaena infuscata
Myllaena infuscata är en skalbaggsart som beskrevs av Ernst Gustav Kraatz 1853. Myllaena infuscata ingår i släktet Myllaena, och familjen kortvingar. Arten är reproducerande i Sverige.